# Bigogwe
Bigogwe ist eine Stadt im Distrikt Nyabihu in der Westprovinz von Ruanda.

## Geographie
Die Stadt liegt im gleichnamigen Sektor Bigogwe des Distrikts Nyabihu an der Nationalstraße 2.

## Bevölkerung
Die Bevölkerung lag nach der Volkszählung von 2012 bei 12.015. Der gesamte Sektor Bigogwe hatte 2012 eine Bevölkerung von 31.657 und 2022 von 34.439.